# 1412
Пізнє Середньовіччя •  Відродження •  Реконкіста •  Ганза •  Столітня війна •  Велика схизма

## Геополітична ситуація
В османській державі триває період безвладдя і боротьби за престол між синами султана Баязида I Блискавичного. Імператором Візантії є Мануїл II Палеолог (до 1425), а королем Німеччини Сигізмунд I Люксембург (до 1437). У Франції править Карл VI Божевільний (до 1422).
Апеннінський півострів розділений: північ належить Священній Римській імперії, середню частину займає Папська область, південь належить Неаполітанському королівству. Деякі міста півночі: Венеція, Флоренція, Генуя тощо, мають статус міст-республік.
Майже весь Піренейський півострів займають християнські Кастилія і Леон, де править Хуан II (до 1454), Арагонське королівство на чолі з Фердинандом I (до 1416) та Португалія, де королює Жуан I Великий (до 1433). Під владою маврів залишилися тільки землі на самому півдні.
Генріх IV є королем Англії (до 1413). У Кальмарській унії (Норвегії, Данії та Швеції) королює Ерік Померанський. В Угорщині править Сигізмунд I Люксембург (до 1437). Королем польсько-литовської держави є Владислав II Ягайло (до 1434). У Великому князівстві Литовському княжить Вітовт.
Частина руських земель перебуває під владою Золотої Орди. Галичина входить до складу Польщі. Волинь належить Великому князівству Литовському. Московське князівство очолює Василь I.
На заході євразійських степів править Золота Орда. У Єгипті панують мамлюки, а Мариніди — у Магрибі. У Китаї править династії Мін. Значними державами Індостану є Делійський султанат, Бахмані, Віджаянагара. В Японії триває період Муроматі.
Цивілізація мая переживає посткласичний період. У долині Мехіко склалася цивілізація ацтеків. Почала зароджуватися цивілізація інків.

## Події
- Одна із найдавніших споруд Галицького князівства — кафедральний собор Івана Хрестителя у Перемишлі, за наказом Владислава ІІ Ягайла відібрана від православної руської громади і передана новоствореній римо-католицькій.
- Ерік Померанський залишився єдиним правителем Кальмарської унії після смерті Маргарити Данської.
- Арагонське королівство очолив Фердинанд I, започаткувавши Кастильську династію.
- У Празі почався бунт, пов'язаний з відлученням Яна Гуса. Наприкінці року Гус покинув місто і почав писати в Козовому Градеку свою працю De ecclesia.
- Англійські війська на чолі з Томасом Ланкастером висадилися в Франції, де продовжувалася війна між арманьяками та бургіньйонами, і здійснили перший великий рейд після 1380 року.
- В Англії зафіксовано останній спалах Чорної смерті.
- Родина Медичі стала офіційним банкіром Святого престолу.

## Народились
- 6 січня — Жанна д'Арк, національна героїня Франції. († 1431)